# Коппер
Коппер (англ. Copper River, атн. Атна туу, рус. Медная река) — река на северо-западе Северной Америки. Протекает по территории штата Аляска, США.
Берёт начало на северных склонах гор Врангеля. Длина реки составляет около 460 км. Площадь её бассейна насчитывает около 62 500 км². Средний расход воды — 2000 м³/с. Половодье с июня по август. Питание преимущественно снеговое и ледниковое. Впадает в залив Аляска Тихого океана. Дельта реки является частью национального леса Чугач. В течение полугода покрыта льдом. На реке расположен центр горнорудного района, посёлок Коппер-Сентер.
Притоки: Читина, Гакона, Слана, Бремнер.
Впервые река была исследована русским мореходом А. И. Климовским в 1819—1820 гг.

## Мосты
Через реку перекинут мост Майлс-Глейшер («Мост на миллион долларов») длиной 470 метров. Построен в 1911 году, его стоимость составила 1,5 миллиона долларов (около 36 миллиона долларов в ценах 2016 года). До 1938 года использовался как железнодорожный мост, затем, после 20 лет бездействия, был преобразован в автомобильный, но в 1964 году был разрушен землетрясением. Остатки моста в 2000 году были внесены в Национальный реестр исторических мест США. В 2004—2005 годах мост был восстановлен — это обошлось в 20 миллионов долларов, причём было рассчитано, что это дешевле чем демонтировать его или полностью уничтожать, обрушая обломки в реку. В связи с тем, что с 1938 по 1958 год мост не функционировал, а с 1964 по 2005 год стоял разрушенный, получил прозвище «мост в никуда».